# Środa Wielkopolska (gmina)
Środa Wielkopolska est une gmina mixte du powiat de Środa Wielkopolska, Grande-Pologne, dans le centre-ouest de la Pologne. Son siège est la ville de Środa Wielkopolska, qui se situe environ 32 km au sud-est de la capitale régionale Poznań.
La gmina couvre une superficie de 207,1 km2 pour une population de 30 023 habitants en 2006.

## Géographie

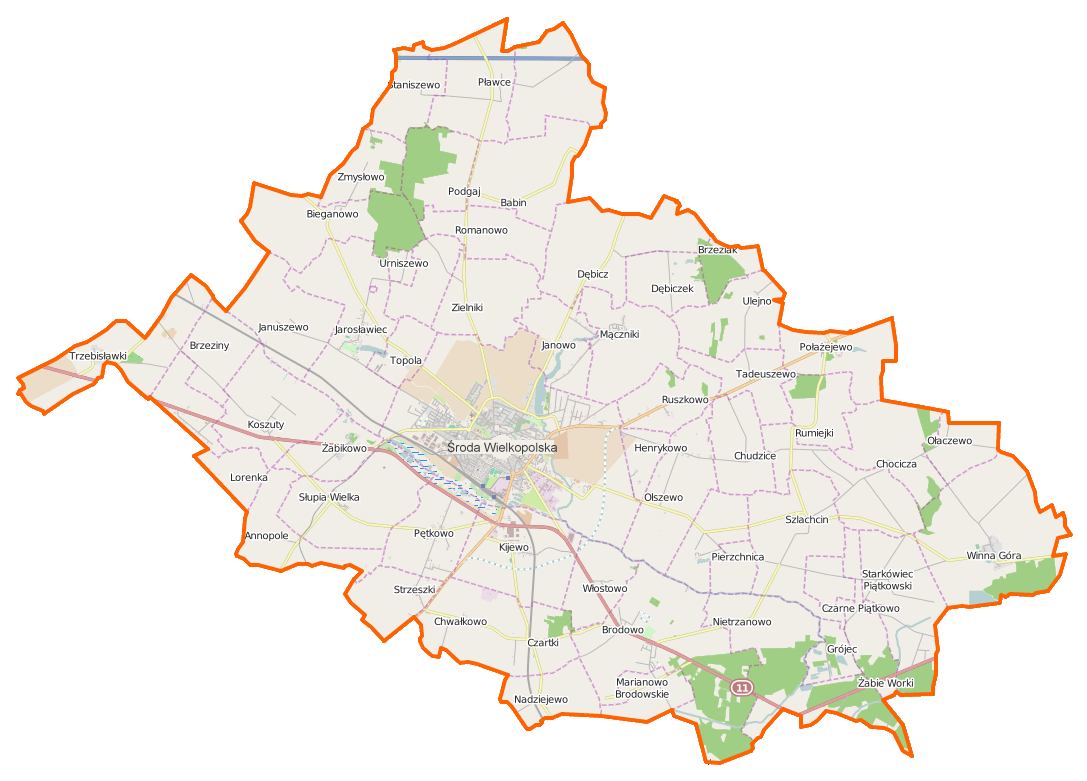
Plan de la gmina.

Outre la ville de Środa Wielkopolska, la gmina inclut les villages et les localités de:
- Annopole
- Babin
- Bieganowo
- Brodowo
- Brzezie
- Brzeziny
- Chocicza
- Chudzice
- Chwałkowo
- Czarne Piątkowo
- Dębicz
- Dębiczek
- Grójec
- Henrykowo
- Janowo
- Januszewo
- Jarosławiec
- Kijewo
- Koszuty
- Lorenka
- Mączniki
- Marianowo Brodowskie
- Nadziejewo
- Olszewo
- Pętkowo
- Pierzchnica
- Pierzchno
- Pławce
- Połażejewo
- Romanowo
- Ruszkowo
- Starkowiec Piątkowski
- Szlachcin
- Topola
- Ulejno
- Winna Góra
- Żabikowo
- Zielniczki
- Zmysłowo

### Gminy voisines
La gmina de Środa Wielkopolska est bordée des gminy de :
- Dominowo
- Kleszczewo
- Kórnik
- Kostrzyn
- Krzykosy
- Miłosław
- Zaniemyśl

## Structure du terrain
D'après les données de 2002, la superficie de la commune de Środa Wielkopolska est de 207,1 km², répartis comme tel :
- terres agricoles : 83 %
- forêts : 7 %

La commune représente 33,23 % de la superficie du powiat.

## Démographie
Données du 31 décembre 2014 :
| Description        | Total  | Total | Femmes | Femmes | Hommes | Hommes |
| ------------------ | ------ | ----- | ------ | ------ | ------ | ------ |
| Unité              | Nombre | %     | Nombre | %      | Nombre | %      |
| population         | 31 252 | 100   | 16 064 | 51,4   | 15 188 | 48,6   |
| Densité (hab./km²) | 150,9  | 150,9 | 77,6   | 77,6   | 73,3   | 73,3   |